# Natalia Tsiganova
Natalia Tsiganova (Rusia, 7 de febrero de 1971) es una atleta rusa retirada especializada en la prueba de 800 m, en la que consiguió ser medallista de bronce mundial en pista cubierta en 1999.

## Carrera deportiva
En el Campeonato Mundial de Atletismo en Pista Cubierta de 1999 ganó la medalla de bronce en los 800 metros, llegando a meta en un tiempo de 1:57.47 segundos que fue récord nacional, tras la checa Ludmila Formanová y la mozambiqueña Maria Mutola (plata).